# Verdrag tot toetreding (2003)

Lidstaten van de Europese Unie (blauw), toegetreden lidstaten (geel)

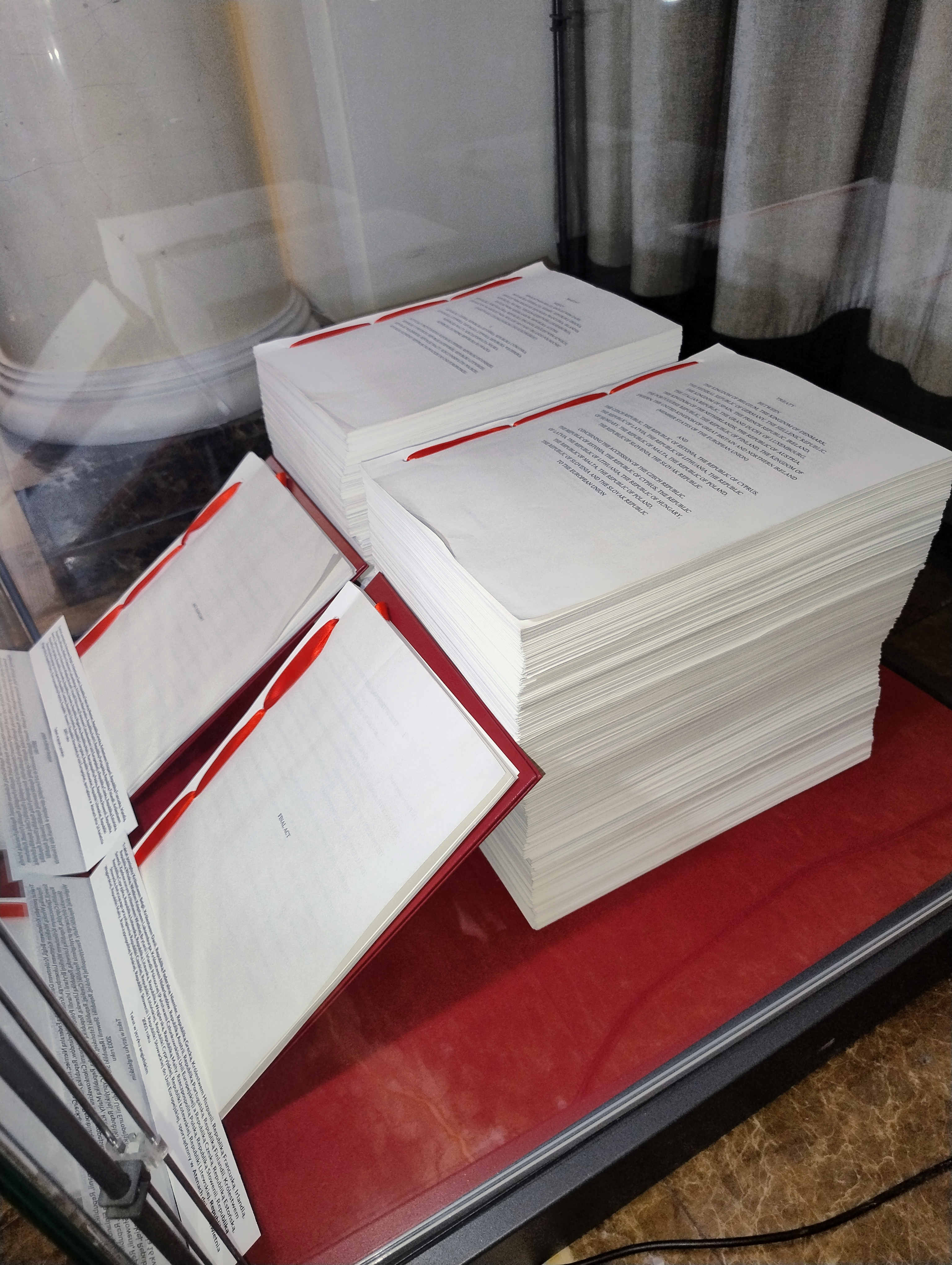
Verdrag tot toetreding (2003)

Het Verdrag tot toetreding 2003 was een overeenkomst tussen de 15 lidstaten van de Europese Unie en tien landen (Cyprus, Estland, Hongarije, Letland, Litouwen, Malta, Polen, Slovenië, Slowakije en Tsjechië) betreffende de toetreding tot de Europese Unie. Naast de toetreding van tien landen, voorziet het verdrag ook een aantal aanpassingen in het Verdrag van Nice (2001). Het verdrag werd ondertekend op 16 april 2003 in Athene en trad in werking op 1 mei 2004.
Het verdrag tot toetreding 2003 past de volgende verdragen aan:
- Verdrag van Rome (1957) – oprichting Europese Economische Gemeenschap en Euratom
- Verdrag van Maastricht (1993) – oprichting Europese Unie

De veranderingen betroffen onder andere de manier van stemmen in de Europese Raad. Sinds de toetreding van 10 lidstaten in 2004 worden beslissingen in de Raad genomen door meerderheidsstemmen in plaats van unanimiteit.

## Volledige tekst
De volledige tekst van het verdrag luidt als volgt:
Verdrag tussen het Koninkrijk België, het Koninkrijk Denemarken, de Bondsrepubliek Duitsland, de Helleense Republiek, het Koninkrijk Spanje, de Franse Republiek, Ierland, de Italiaanse Republiek, het Groothertogdom Luxemburg, het Koninkrijk der Nederlanden, de Republiek Oostenrijk, de Portugese Republiek, de Republiek Finland, het Koninkrijk Zweden, het Verenigd Koninkrijk van Groot-Brittannië en Noord-Ierland (lidstaten van de Europese Unie) en de Tsjechische Republiek, de Republiek Estland, de Republiek Cyprus, de Republiek Letland, de Republiek Litouwen, de Republiek Hongarije, de Republiek Malta, de Republiek Polen, de Republiek Slovenië, de Slowaakse Republiek betreffende de toetreding van de Tsjechische Republiek, de Republiek Estland, de Republiek Cyprus, de Republiek Letland, de Republiek Litouwen, de Republiek Hongarije, de Republiek Malta, de Republiek Polen, de Republiek Slovenië en de Slowaakse Republiek tot de Europese Unie.

## Ratificatie
| Land                                                      | Ondertekening | Ondergetekende                          | Ratificatie      |
| --------------------------------------------------------- | ------------- | --------------------------------------- | ---------------- |
| België                                                    | 16 april 2003 | Premier Guy Verhofstadt                 | 29 maart 2004    |
| Cyprus                                                    | 16 april 2003 | President Tassos Papadopoulos           | 6 augustus 2003  |
| Denemarken                                                | 16 april 2003 | Premier Anders Fogh Rasmussen           | 11 juni 2003     |
| Duitsland                                                 | 16 april 2003 | Bondskanselier Gerhard Schröder         | 27 november 2003 |
| Estland                                                   | 16 april 2003 | Premier Juhan Parts                     | 4 maart 2004     |
| Finland                                                   | 16 april 2003 | Premier Paavo Lipponen                  | 23 december 2003 |
| Frankrijk                                                 | 16 april 2003 | President Jacques Chirac                | 26 februari 2004 |
| Griekenland                                               | 16 april 2003 | Premier Konstandinos Simitis            | 13 april 2004    |
| Hongarije                                                 | 16 april 2003 | Premier Péter Medgyessy                 | 23 december 2003 |
| Ierland                                                   | 16 april 2003 | Taoiseach Bertie Ahern                  | 18 december 2003 |
| Italië                                                    | 16 april 2003 | Premier Silvio Berlusconi               | 26 februari 2004 |
| Letland                                                   | 16 april 2003 | Premier Einars Repše                    | 17 december 2003 |
| Litouwen                                                  | 16 april 2003 | Premier Algirdas Brazauskas             | 10 oktober 2003  |
| Luxemburg                                                 | 16 april 2003 | Premier Jean-Claude Juncker             | 31 maart 2004    |
| Malta                                                     | 16 april 2003 | Premier Lawrence Gonzi                  | 29 juli 2003     |
| Nederland                                                 | 16 april 2003 | Minister-president Jan Peter Balkenende | 21 april 2004    |
| Oostenrijk                                                | 16 april 2003 | Kanselier Wolfgang Schüssel             | 23 december 2003 |
| Polen                                                     | 16 april 2003 | Premier Leszek Miller                   | 5 augustus 2003  |
| Portugal                                                  | 16 april 2003 | Premier José Manuel Barroso             | 19 februari 2004 |
| Slovenië                                                  | 16 april 2003 | Premier Anton Rop                       | 12 maart 2004    |
| Slowakije                                                 | 16 april 2003 | Premier Mikuláš Dzurinda                | 9 oktober 2003   |
| Spanje                                                    | 16 april 2003 | Premier José María Aznar                | 26 november 2003 |
| Tsjechië                                                  | 16 april 2003 | Premier Vladimír Špidla                 | 3 november 2003  |
| Verenigd Koninkrijk van Groot-Brittannië en Noord-Ierland | 16 april 2003 | Premier Tony Blair                      | 18 december 2003 |
| Zweden                                                    | 16 april 2003 | Premier Göran Persson                   | 11 februari 2004 |

## Trivia
- Vier van de vertegenwoordigers van de lidstaten zouden in hun latere carrière een aanstelling krijgen bij de Europese Unie. Het betreft de Luxemburgse minister-president Jean-Claude Juncker (sinds 2014 voorzitter van de Europese Commissie), de Portugese minister-president José Manuel Barroso (voorzitter Europese Commissie tussen 2004–2014), de Tsjechische minister-president Vladimír Špidla (lid van de Europese commissie tussen 2004–2010) en de Belgische minister-president Guy Verhofstadt (sinds 2009 leider van de Alliantie van Liberalen en Democraten voor Europa in het Europees Parlement).